# Милосав Стевановић Томић
Милосав Стевановић-Томић (1833–1883) био је земљорадник и кмет из Кривог Вира, погубљен због учешћа у Тимочкој буни.

## Биографија
О његовом животу пре Тимочке буне мало се зна. Био је родом из Кривог Вира, где је живео као имућан и угледан земљорадник. Уочи буне имао је 50 година и био је главни кмет кривовирске општине.

### Тимочка буна
Када је пописна комисија у пратњи чувара јавне безбедности дошла да покупи оружје од резервиста народне војске из Кривог Вира (15. октобра 1883), Милосав је, као сеоски кмет, предао своју пушку и саветовао својим сељанима да предају оружје, али они су се побунили и њега је неко са леђа ударио кундаком. Када је почела буна (21. октобра) и народна војска из села отишла на Честобродицу, кмет Милосав је остао у селу и по наређењу устаника слао храну у побуњенички логор и терао у логор сељаке који би се вратили у село. Ухапшен је после устаничког пораза на Честобродици, 27. октобра 1883.

### Суђење
На Преком суду у Зајечару суђено му је 16-21. новембра 1883. за побуну у Црноречком округу (21-27. октобра 1883) заједно са укупно 25 сељака из Кривог Вира. На суду се бранио да је само извршавао оно што су му његови сељани, који су га изабрали за кмета, заповедали. Позивао се и на среског капетана Ђорђа Бранковића и његовог писара Перу Панчића као сведоке да је био тучен од својих сељака зато што их је наговарао да предају оружје. Обојица чиновника порекли су његову одбрану и означили га као главног коловођу отпора у селу. Писар Панчић навео је да верује да је тучен по кметовом наређењу.
Кмет Милосав је као главне коловође побуне у Кривом виру оптужио четовођу Саву Милићевића (кога је Маринко Ивковић поставио за команданта на Честобродици), општинске одборнике Милосава Ђокића (истакнутог радикала) и Станка Хаџића, као и Станоја Урошевића, који је пред свима викнуо да имају наредбу од народних посланика Жике Миленовића и Живана Никодијевића да не предају оружје.
Са друге стране, више сведока, укључујући ту и сеоског попа, оптужило је кмета Милосава као главног подстрекача побуне у Кривом Виру: двојица су тврдила да је он лично наредио трубачу да свира збор народне војске 21. октобра, да је претио, терао народ у логор и дао своју пушку и барут једном од устаника без оружја.
Заједно са Станком Стојковићем-Хаџићем и Милисавом Ђокићем осуђен је на смрт 21. новембра 1883.